# Stefan Hula (combiné nordique)
Pour le sauteur à ski voir Stefan Hula
Pour les articles homonymes, voir Hula (homonymie).
Stefan Marian Hula, né le 12 septembre 1947 à Szczyrk et mort le 29 mars 2025 dans la même ville, est un coureur polonais du combiné nordique.

## Biographie
Membre du BBTS Bielsko-Biała, Stefan Hula participe à deux éditions des Jeux olympiques en 1972 et 1976, se classant respectivement 17e et 16e en individuel.
Il obtient son meilleur résultat international aux Championnats du monde 1974, où il est médaillé de bronze derrière Ulrich Wehling et Günter Deckert, pour devenir le premier médaillé mondial de son pays en combiné. En 1973, il remporte le titre national en combiné nordique.
Il devient entraîneur après sa carrière sportive et père de quatre enfants.
Son fils Stefan est un sauteur à ski.

## Palmarès

### Jeux olympiques
| Épreuve / Édition | Sapporo 1972 | Innsbruck 1976 |
| Individuel        | 17e          | 16e            |

### Championnats du monde
| Épreuve / Édition | Falun 1974 |
| Individuel        | Bronze     |